# Schistostoma kalkgat
Schistostoma kalkgat är en tvåvingeart som beskrevs av Igor Shamshev och Sinclair 2006. Schistostoma kalkgat ingår i släktet Schistostoma och familjen styltflugor. Inga underarter finns listade i Catalogue of Life.